# Pleuroptya ruralis
Pleuroptya ruralis je vrsta moljca iz porodice Crambidae.Evropskog je rasptrostranjenja, ali je zabeležena i u pojedinim područjima Azije.

## Stanište i biljka hraniteljka
U Srbiji, Pleuroptya ruralis je veoma česta vrsta. S obzirom na to da se hrani koprivom (Urtica dioica), prisutna na svim tipovima staništa na kojima hraniteljka raste, bile to livade, čistine, ruderalna staništa ili zapuštena zemljišta i urbana sredina.

## Opis vrste[3]
Vrsta ju prvi opisano Đovani Antonio Skopoli, 1763. godine, ali se u literaturi vrlo često viđa i naziv vrste Patania ruralis. Pripada potporodici Spilomelinae, a sa srodnicima deli opšti habitus i formu u razvojnim i adultnom stadijumu.

### Gusenica[4]
Kao i kod većine srodnika, gusenice se presvlači šest ili više puta. Gusenice prvog i drugog stupnja su svetlo zelenog, poluprozirnog integumenta, bez specifičnosti. Sa daljim presvlačenjima, uočljive su crne papilozne osnove seta koje se kod zrelih gusenica povlače. Vidljivi su i crni analni i protorakalni štit. Lateralni deo glavene kapsule može zadržati crnu boju. Zrele gusenice zadržavaju poluproziran svetlo zeleni integument, koji je na izgled sluzav. Telo i glavena kapsula su blago spljošteni. Gusenice se lako pronalaze inspekcijom koprive. U formi tunela zavijenim listovima, pričvršćenim svilenim nitima (karakteristično za potporodicu) uočava se dosta fekula i gusenica koja se iznutra hrani. Veoma su brze i na uznemiravanje reaguju begom iz lista. Na jednoj biljci koprive ih može biti i više desetina. Gusenica je i stadijum u kom vrsta prezimljava.

### Lutka
Lutka je duguljasta, tanka i skoro crne boje, dužine do 20mm. Veoma je glatka i pronalazi se unutar mnogobrojnih savijenih i nitima učvršćenih listova korpive. Na uznemiravanje reaguju snažnim trzajima u stranu.

### Adult
Pleuroptya ruralis ima uglavnom dve generacije godišnje i leti od juna do septembra. Adulti su noćni letači, a preko dana odmaraju na vegetaciji. Raspon krila je do 40mm, a i prednja i zadnja krila bledo smeđa sa mnogobrojnim tamnijim transverzalniom linijama. Krila su i translucentna, te se pod određenim uglom uočavaju prelivi raznih boja, što je i inspirisalo tradicionalni naziv za englesko govorno područje: mother of pearls.

## Galerija
- Mlada gusenica
- Mlada gusenica
- Adult
- Lutka i puparijum parazitoida